# Batalla de Changsha (1939)
Este artículo trata sobre la primera ofensiva que el Imperio del Japón lanzó sobre Changsha y sus alrededores. Para el segundo intento, véase batalla de Changsha (1941). Para el tercer intento, consulte batalla de Changsha (1942) . Para el cuarto intento, véase batalla de Changsha (1944).
La primera batalla de Changsha (17 de septiembre de 1939 - 6 de octubre de 1939; en chino: 第一次長沙會戰) fue el primero de cuatro intentos de Japón de tomar la ciudad de Changsha, en Hunan, durante la segunda guerra sino-japonesa. Fue la primera gran batalla de la guerra que cayó dentro del marco de tiempo de lo que se considera ampliamente como la Segunda Guerra Mundial.

## Antecedentes y estrategia
La guerra había llegado a un punto muerto después de dos años de lucha. El profesor Fu Sinian señaló en julio de 1939 que mientras el ejército chino se había vuelto más fuerte, el ejército japonés se había debilitado.
El 15 de agosto, el 11.° Ejército elaboró los planes generales para una campaña al sur del Yangtsé, que abarcaba 250 kilómetros desde el río Sinkiang hasta el río Gan. A principios de septiembre, el general japonés Toshizō Nishio del Ejército Expedicionario de China y el teniente general Seishirō Itagaki partieron para capturar Changsha, la capital provincial de Hunan. La 101.ª y 106.ª divisiones japonesas se desplegaron en la orilla occidental del río Gan en el norte de Jiangxi, y la 6.ª, 3.ª, 13.ª y 33.ª divisiones marcharon hacia el sur desde el sur de Hubei hasta el norte de Hunan.
Dos de los principales factores que motivaron a los japoneses a lanzar el ataque fueron la firma de un pacto de no agresión por parte de su aliado alemán con su enemigo soviético y su derrota ante las fuerzas soviéticas en Nomonhan. Por lo tanto, un gran ataque contra los chinos restauraría la moral. Además, la invasión de Polonia por parte de Alemania a partir del 1 de septiembre de 1939 dio a los japoneses una motivación adicional para aplastar la voluntad de China de luchar para allanar el camino para el establecimiento del gobierno títere de Wang Jingwei en la China central.
En total, se hizo evidente que la fuerza japonesa de 100.000 efectivos iba a converger en Changsha. La estrategia china era contrarrestar la columna enemiga en el norte de Jiangxi y luego rodear la línea en el camino hacia el sur.

## Curso de la batalla
En la noche del 14 de septiembre de 1939, la 106.ª División del teniente general Ryotaro Nakai avanzó hacia el oeste desde el norte de Fengxin, en Jiangxi, contra la 184.ª División del 60.º Cuerpo chino de Wan Baobang. Después de una feroz lucha, las fuerzas defensoras abandonaron Gao'an. Luego, la mayor parte de las fuerzas japonesas se trasladaron al noroeste para asaltar Shangfu (上富), Ganfang (甘坊) y Xiushui (秀水). En coordinación con Nakai, la 33.ª División del teniente general Jutaro Amakasu asaltó al 15.º Grupo de Ejércitos de Guan Linzheng desde el sur.

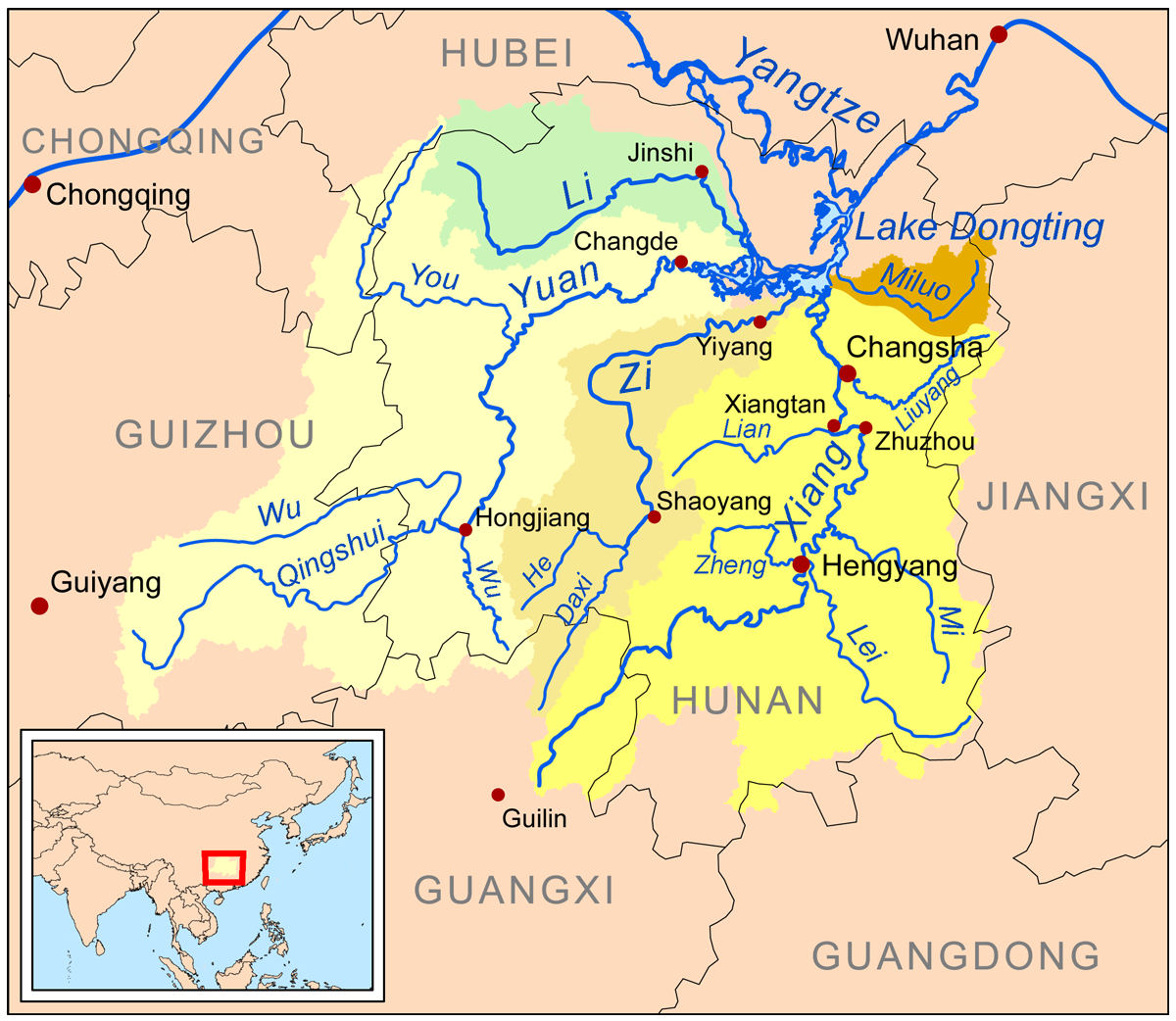
Ríos Dongting.

Habiendo capturado recientemente importantes lugares estratégicos en la provincia de Jiangxi, las tropas japonesas comenzaron sus ataques en Changsha en serio el 17 de septiembre. La 101.ª División japonesa (del teniente general Masatoshi Saito) y la 106.ª División comenzaron a marchar hacia el oeste hacia Changsha desde la vecina provincia de Hunan. Mientras tanto, la 3.ª División (teniente general Shinichi Fujita), la 6.ª División (teniente general Shiro Inaba), la 13.ª División (general Shizuichi Tanaka) y la 33.ª División invadieron la provincia norteña de Hunan para ejercer presión adicional sobre Changsha. Sin embargo, los japoneses se extendieron demasiado hacia el oeste y fueron contraatacados por las fuerzas chinas desde el sur y el norte, lo que los obligó a retirarse hacia el este.
El 19 de septiembre, las fuerzas japonesas procedieron a atacar posiciones defensivas chinas a lo largo del río Sinkiang con gas venenoso a gran escala. Japón no había firmado el Protocolo de Ginebra de 1925.
Después de haber recuperado Cunqianjie el 19 de septiembre, el 74.º Cuerpo de Wang Yaowu (51.ª, 57.ª y 58.ª divisiones) y el 32.º Cuerpo de Song Ketang (139.ª y 141.ª divisiones) volvieron a tomar Gao'an en un contraataque el 22 de septiembre.
El 23 de septiembre, las fuerzas japonesas expulsaron a los chinos del área del río Sinkiang, y la 6.ª y 13.ª divisiones cruzaron el río bajo una cobertura de artillería pesada, avanzando más al sur a lo largo del río Miluo. Al este de Changsha, los buques de guerra desembarcaron las Fuerzas Navales Especiales Japonesas de Shanghái y partes de la 3.ª División, rodeando Changsha por tres lados.
Los intensos combates continuaron después y los chinos se retiraron hacia el sur como distracción para los japoneses mientras los batallones de apoyo llegaban al este y al oeste para una maniobra de cerco. El 29 de septiembre, las tropas de vanguardia de la 6.ª División japonesa habían llegado a las afueras de Changsha. Sin embargo, debido a las numerosas bajas en las que habían incurrido, estimadas en más de 40.000, con una parte significativa de muertes, así como a la peligrosa posibilidad de que sus líneas de suministro sobreextendidas se cortaran por completo debido al acoso constante, las fuerzas japonesas se vieron obligadas a retirarse cruzando el río Laodao. El comandante interino del ejército del grupo, Guan Linzheng, emitió órdenes de inmediato para que el 52.º y 73.º cuerpos persiguieran a los japoneses hasta el río Miluo. El general Xue Yue ordenó un contraataque general el 3 de octubre en persecución de los japoneses que se encontraban al sur de Chongyang y Yueyang.
El 5 de octubre, las tropas chinas derribaron un avión japonés con órdenes del general Yasuji Okamura de cancelar la ofensiva de Changsha, y la 23.ª División china cercana atacó un puerto de la Armada Imperial Japonesa en Yingtian (ahora Miluo), dañando varios barcos. El 6 de octubre, las fuerzas japonesas en Changsha fueron diezmadas y se retiraron. Dos días después, los remanentes huyeron hacia el norte sobre el río Miluo, mientras que la 195.ª División china del 52.º Cuerpo los persiguió a través del río Sinkiang para recuperar sus antiguas posiciones de avanzada. Por la noche, los chinos lanzaron incursiones en Xitang y Yaolin.
Para el 10 de octubre, las fuerzas chinas habían recuperado por completo sus antiguos territorios en la provincia norteña de Hunan, la provincia sureña de Hubei y la provincia norteña de Jiangxi.

## Conclusión
Changsha fue la primera ciudad importante en repeler con éxito los avances japoneses. Retener la ciudad permitió a las fuerzas nacionalistas chinas evitar que los japoneses consolidaran sus territorios en el sur de China. El comandante de la defensa de la ciudad, el general Xue Yue, se graduó de la Academia Militar de la República de China y era leal a Chiang Kai-shek.